# The Roommate
The Roommate är en amerikansk psykologisk thrillerfilm från 2011 i regi av Christian E. Christiansen och skriven av Sonny Mallhi. I rollerna syns Leighton Meester, Minka Kelly, Cam Gigandet, Aly Michalka, Danneel Harris, Frances Fisher och Billy Zane.

## Handling
Sara, en förstaårsstuderande på ett universitet i Los Angeles, flyttar in i ett studentboende och blir tilldelad en rumskamrat – Rebecca. Till en början verkar de komma bra överens, men snart börjar Sara märka att Rebecca är… märkligt engagerad i deras vänskap. Snart visar det sig att Rebecca är långt mer instabil än hon först verkade. Hon utvecklar en besatthet av Sara som snabbt eskalerar från svartsjuka till hot, våld – och till och med mord.

## Rollista
| Leighton Meester | – Rebecca Evans     |
| Minka Kelly      | – Sara Matthews     |
| Cam Gigandet     | – Stephen           |
| Danneel Harris   | – Irene Crew        |
| Matt Lanter      | – Jason Tanner      |
| Nina Dobrev      | – Maria             |
| Aly Michalka     | – Tracy Long        |
| Kat Graham       | – Kim Johnson       |
| Cherilyn Wilson  | – Landi Rham        |
| Billy Zane       | – Professor Roberts |
| Frances Fisher   | – Alison Evans      |
| Tomas Arana      | – Jeff Evans        |
| Alex Meraz       | – Föreningskille    |
| Nathan Parsons   | – Kassör            |